# بليم بليم
بليم بليم هي سلسلة أرجنتينية من الأغاني الشعبية للأطفال. تم لاحقًا تحويلها إلى مسلسل رسوم متحرك من إخراج غييرمو بينو وكلوديو بوسادا، وإنتاج شركة سمايل هود، وتم عرضه على قناة ديزني جونيور في جميع أنحاء أمريكا اللاتينية. تم بث العرض التمهيدي في 21 سبتمبر 2011، وتم إطلاق المسلسل رسميًا في 1 أكتوبر من نفس العام. يتكون المسلسل الكرتوني من حلقات مدتها 7 دقائق، ويروج لقيم إنسانية مثل التضامن، والصدق، والمسؤولية، والعادات المبكرة، واحترام البيئة. كما تم دبلجة المسلسل إلى اللغة الإنجليزية.
تم ابتكار أسلوب موسيقي جديد يُسمى فن كيدز من أجل المسلسل، وهو مزيج يجمع بين إيقاعات وأنماط متنوعة مثل الفانك، والموسيقى السيركية، والموسيقى البلغارية بلقان.

## القصة
تدور السلسلة حول مغامرات بليم بليم، طفل يجمع بين صفات المهرج والبطل والساحر. يرافق أصدقاءه ويعلّمهم القيم الإيجابية وكيفية العناية بالكوكب من خلال تقديم الأمثلة. عنوان السلسلة بليم بليم المهرج، قلب البطل يستند إلى جوهر كل من هذه القيم، حيث يحلل الفروق الدقيقة التي تميزها ويعززها لتحقيق تعليم بسيط ومباشر وفعّال، مع الحفاظ على توازن ديناميكي بين التعلم والترفيه.
يساعد بليم بليم أصدقاءه عندما يواجهون مواقف لا يمكن حلها في المدرسة، ويأخذهم إلى عالم سحري يمكنهم فيه المرح والتعلم معًا. بليم بليم طفل كريم وشجاع ومتحمس، وتُروى قصصه على شكل حكايات خيالية تشمل جميع أنواع العناصر البصرية والموسيقية، مما يؤدي إلى إنشاء محتوى متنوع يستهدف الأطفال بالإضافة إلى الآباء والمعلمين.

## الشخصيات
شخصيات سحرية
- بليم بليم: هو بطل السلسلة. هو طفل يجمع بين صفات المهرج، والبطل، والساحر، وهو الإنسان الوحيد الموجود. يظهر بطريقة سحرية من بعد زماني-مكاني سحري، وهو كريم، شجاع، متحمس، وحسن النية. عباراته المميزة هي: بالطبع تفعل! و فهمت!

- ويشيويشي ويتشيوي: هو طائر صغير، رفيق بليم بليم ومراسلُه. لغته تشبه اسمه تمامًا، لكنها تصدر صفيرًا. يحمل رسائل من بليم بليم وينتمي إلى نفس العالم السحري. لا أحد يعرف كيف يأتي أو كيف يذهب، وهو الرابط بين بليم بليم والأطفال ويتفاعل معهم دائمًا. أحيانًا يظهر أنه أخرق.

- توني: هي سيارة سحرية يمكن تحويلها إلى طائرة، مروحية، قارب، غواصة، آلة مغامرات، وحتى حافلة، تتكيف مع احتياجات التحدي الحالي.

شخصيات أخرى
- نيشو: هو فيل. اسمه ذو أصل شرقي. هو ذكي، استنتاجي، منظم، مرتب، لكنه بطيء وموهوب ولديه ذاكرة عظيمة. آله المفضلة هي التوبا، وعبارته المميزة هي: كم هذا مثير!.

- بام: هو دب. لطيف، محبوب، محب للمرح، وحساس جدًا. اسمه ذو أصل لاتيني. آله المفضلة هي الطبل، وعبارته المميزة: لذيذ!.

- أكواريلّا: هي أرنبة صغيرة تحب الفن. مرحة، خيالية، حالمة، ومغرمة باستمرار، لكنها مشتتة، ناسية، وتفقد تركيزها بسهولة. اسمها ذو أصول أوروبية. آلتها المفضلة هي الإكسيليفون، وعبارتها المميزة: أحب هذا!.

- مي-لي: هي قطة. متأنقة، ديناميكية، رياضية، ونشيطة، لكنها قلقة وتفعل كل شيء بسرعة. اسمها ذو أصل صيني ويعني جميلة. آلتها المفضلة هي الكيتار الإلكتروني، وعبارتها المميزة: نعم! نعم! نعم!.

- هوغي: هو خنزير يحب يعارض الجميع. يتميز بتقلب المزاج، الغضب، والأنانية. اسمه ذو أصل أنجلو-ساكسوني ويعني خنزير بالإنجليزية. هو رياضي جيد وموسيقي. آلته المفضلة هي الساكسفون، وعبارته المميزة: أنا كذلك لا.

- ميس عرفة: هي زرافة. معلمة لطيفة، متعاطفة وأمومية، وهي الوحيدة البالغة في السلسلة. اسمها يُحترم كـ جيراف. تقدم مقدارًا من الحكمة والعناية الأمومية، وعبارتها المميزة: حظًا سعيدًا!.

- الشمس: هي شخصية تراقب كل ما يحدث حولها وتتابع تصرفات الشخصيات بحركاتها.

تفضيلات الشخصيات
| الشخصية  | الألة الموسيقية    | اللون المفضل |
| -------- | ------------------ | ------------ |
| أكواريلا | الاكسيليفون        | الأحمر       |
| بام      | الطبل              | الأصفر       |
| هوغي     | الساكسفون          | الأخضر       |
| نيشو     | التوبا             | الأزرق       |
| مي لي    | الكيتار الألكتروني | الوردي       |

## الدبلجة
| الشخصية   | الأصوات الأصيلة بالأسبانية |
| --------- | -------------------------- |
| بليم بليم | ناتاليا روسميناتي          |
| نيشو      | ناتاليا روسميناتي          |
| بام       | ناتاليا بوباتو             |
| أكواريلا  | ناتاليا بوباتو             |
| مي لي     | جوديث كبرال                |
| هوغي      | فاليريا قوميز              |
| عرفه      | لوسيلا قوميز               |

| الشخصية   | الأصوأت المدبلجة بالأنجليزي (الأمريكي) |
| --------- | -------------------------------------- |
| بليم بليم | ليزا غروسمان                           |
| نيشو      | أوليسيس أوتيرو                         |
| بام       | كاميلا كراسكو                          |
| أكواريلا  | ديبي راموس                             |
| مي لي     | كرستينا جوبلينغ                        |
| هوغي      | كرستينا جوبلينغ                        |
| عرفه      | ليزا غروسمان                           |

## الترشيحات
- جوائز مارتين فييرو 2013
- أفضل برنامج اطفال[2]